# كاي ستيفنسون
كاي ستيفنسون (بالإنجليزية: Kay Stephenson)‏ هو مدرب رياضي أمريكي، ولد في 17 ديسمبر 1944 في ديفونياك سبرنغز في الولايات المتحدة.

## وصلات خارجية
- كاي ستيفنسون على موقع مرجع كرة القدم المحترفة.كوم (الإنجليزية)